# Synanthedon pyrethra
Synanthedon pyrethra là một loài bướm đêm thuộc họ Sesiidae. Nó được biết đến ở Nam Phi.